# Conclaaf van 1534
Het conclaaf van 1534 vond plaats van 11 tot 13 oktober 1534 in het Apostolisch Paleis te Rome, en volgde op de dood van paus Clemens VII op 25 september 1534. Het conclaaf leidde tot de verkiezing van Alessandro Farnese als paus Paulus III.

## Achtergrond
Na de dood van paus Clemens VII op 25 september 1534 werd het conclaaf snel bijeengeroepen. Alessandro Farnese, deken van het College van Kardinalen, werd beschouwd als de meest waarschijnlijke kandidaat vanwege zijn ervaring en de steun van zowel de Franse koning Frans I als kardinaal Ippolito de' Medici, leider van de Italiaanse partij. Keizer Karel V toonde weinig interesse in de uitkomst van deze verkiezing, aangezien de vorige pausen, Clemens VII en Adrianus VI, zijn verwachtingen niet hadden waargemaakt. Farnese's gevorderde leeftijd (66 jaar) en zwakke gezondheid suggereerden een kort pontificaat, wat aantrekkelijk was voor kardinalen met eigen ambities.

## Verloop en nasleep
Het conclaaf begon op 11 oktober, maar de eerste stemronde vond plaats op 12 oktober. Van de 46 kiesgerechtigde kardinalen waren er 35 aanwezig bij het conclaaf. Kardinaal Jean de Lorraine stelde officieel de kandidatuur van Farnese voor namens de Franse koning, wat onmiddellijk steun kreeg van zowel de pro-Franse Italiaanse kardinalen onder leiding van Trivulzio als van de Italiaanse partij onder leiding van de' Medici. De keizerlijke factie stemde ook in, waardoor op 13 oktober Farnese unaniem werd gekozen tot paus Paulus III. Hij werd op 3 november plechtig gekroond door protodiaken Innocenzo Cibo.
De verkiezing van Paulus III markeerde een belangrijk moment in de kerkgeschiedenis. Ondanks de verwachting van een kort pontificaat regeerde hij vijftien jaar, het langste van de 16e eeuw. Zijn pontificaat werd gekenmerkt door belangrijke hervormingen en het bijeenroepen van het Concilie van Trente, waarmee hij een centrale rol speelde in de Contrareformatie.